# Liste der Monuments historiques in Plouescat
Die Liste der Monuments historiques in Plouescat führt die Monuments historiques in der französischen Gemeinde Plouescat auf.

## Liste der Bauwerke
| Bezeichnung                                    | Beschreibung                            | Standort | Kennzeichnung | Schutzstatus | Datum | Bild           |
| ---------------------------------------------- | --------------------------------------- | -------- | ------------- | ------------ | ----- | -------------- |
| Allée couverte von Kernic                      |                                         | (Lage)   | PA00090215    | Classé       | 1960  | weitere Bilder |
| Calvaire                                       |                                         | (Lage)   | PA00090216    | Inscrit      | 1972  | weitere Bilder |
| Dolmen von Créac’h-ar-Vrenn                    |                                         | (Lage)   | PA00090217    | Classé       | 1909  | weitere Bilder |
| Markthalle                                     |                                         | (Lage)   | PA00090218    | Classé       | 1915  | weitere Bilder |
| Menhir von Cam Louis                           | auch Menhir von Pors Néjen (PA00090219) | (Lage)   | PA00090220    | Classé       | 1909  | weitere Bilder |
| Menhir von Coulnandré                          |                                         | (Lage)   | PA00090221    | Classé       | 1970  | weitere Bilder |
| Menhir d’Irvit                                 |                                         | (Lage)   | PA00090222    | Classé       | 1921  | weitere Bilder |
| Gallo-römische Ausgrabungen Gorré-Bloué Izella |                                         | (Lage)   | PA00090223    | Classé       | 1914  |                |

## Liste der Objekte
- Monuments historiques (Objekte) in Plouescat in der Base Palissy des französischen Kultusministeriums